# إيميل غابوريو
إيميل غابوريو (9 نوفمبر 1832 – 28 سبتمبر 1873) كان كاتبًا وروائيًا وصحفيًا فرنسيًا ورائدًا في مجال الأدب البوليسي .
قبل إيميل غابوريو، لم يكن الأدب الفرنسي يمتلك كاتبًا مكرسًا بالكامل للنوع البوليسي. صحيح أن هناك العديد من الروايات السابقة التي تضمنت جرائم، تحقيقات، رجال شرطة، وسجون، وأن كتّابًا مثل فيكتور هوغو وبلزاك قد أدرجوا في بعض أعمالهم حبكات بوليسية أو مشاهد تشويقية، ولكن هذا لم يكن جزءًا أساسيًا من أعمالهم. كان ذلك عرضيًا وثانويًا. لذا، كان ظهور غابوريو هو ما وضع الأساس لنشوء التيار البوليسي في الأدب الفرنسي، تيار لا يزال حيويًا ومؤثرًا حتى اليوم. بمعنى أن غابوريو كان الرائد، حتى وإن جاءت من بعده أسماء أكثر شهرة، وحتى إن كان من الصعب اليوم إقناع دار نشر بإعادة طبع أكثر من عمل أو اثنين له.
المقارنة بين غابوريو وإدغار آلان بو ليست مصادفة، فغابوريو لم يكتب روايته الأولى "قضية لوروج" إلا بعد أن مارس الصحافة وقرأ روايات بو البوليسية بترجمة شارل بودلير، ما دفعه إلى تقليد سلفه الأميركي. يُعتبر الاثنان مؤسسي الأدب البوليسي، حتى أن عالم الجرائم إدمون لوكار وضع دراسة تقارن بينهما، مشيرًا إلى أن "في مجال التحقيق الجنائي، يكمن الفرق في أن الأميركي عبقري بينما الفرنسي موهوب كبير. حيث يعتمد محقق بو على حدسه وأحاسيسه، بينما يعتمد محقق غابوريو على خبرته ومعرفته وقوته المهنية".

## النشأة
وُلِد إيميل غابوريو في بلدة صغيرة تدعى ساوجون ، شارينت ماريتيم. كان ابنًا لتشارلز غابرييل غابورياو، وهو موظف عام، وكانت والدته مارغريت ستيفاني غابوريو. أصبح غابوريو سكرتيرًا لدى الكاتب والروائي بول هنري فيفال ، وبعد نشر بعض الروايات والكتابات المتنوعة، وجد موهبته الحقيقية في عام ١٨٦٦ في عمله قضية لوروج L'Affaire Lerouge.

## الحياة الأدبية
رواية "قضية لوروج" للكاتب إيميل غابوريو تُعتبر على نطاق واسع أول قصة بوليسية في فرنسا. تتميز بأنها تتضمن استرجاعًا للأحداث الماضية للمساعدة في حل لغز في الوقت الحاضر. تأثرت هذه الرواية بترجمات بودلير لأعمال إدغار آلان بو، وقدمت شخصية محقق هاوٍ وضابط شرطة شاب يُدعى "مونسيو لوكوك"، الذي أصبح بطلًا في ثلاث روايات بوليسية لاحقة لغابوريو.
علاقة غابوريو ادغار الان بو واضحة؛ إذ لم يكن غابوريو ليكتب "قضية لوروج" لولا قراءته لرواية بو "جريمتا شارع مورج" التي تُعَدُّ أوَّلَ قصةٍ في أدبِ القصصِ البوليسيِّة الحَديث. نرى تشابهًا في الحبكة والأسلوب التحليلي بين الروايتين، ولكن ما كان في أدب بو غير عقلاني وغامض – حيث المجرم هو غوريلا كبيرة – يتحول في أدب غابوريو إلى تحليل منطقي.
في البداية، تتشابه الروايتان من حيث وجود جريمة في منزل يتكون من غرفتين، حيث يسود الفوضى في كلا الغرفتين، وتنتهي الرواية بالعثور على جثة الأرملة لوروج، ثم يبدأ التحقيق بقيادة ثلاثة شخصيات: رئيس الشرطة جغرول، المحقق الطموح لوكوك، والشخص الذي يحل اللغز في النهاية، الأب تاباريه، الذي كان مجرمًا سابقًا. قدرة تاباريه على حل الجريمة تعتمد على ذهنيته الإجرامية السابقة، حيث وضع نفسه مكان المجرم وتفكر مثله، وهو ما قاده إلى الحل.
كانت شخصية "لوكوك" مستوحاة من لص حقيقي تحول إلى ضابط شرطة، وهو يوجين فرانسوا فيدوك (1775-1857)، الذي مزجت مذكراته الشخصية "المذكرات الحقيقية لفيدوك" بين الخيال والواقع. ربما تأثر غابوريو أيضًا بشخصية "مونسيو لوكوك" الشريرة، التي كانت من الشخصيات الرئيسية في سلسلة كتب "الملابس السوداء Les Habits Noirs" للكاتب بول هنري فيفال.
من المحتمل أن يكون غابوريو قد تأثر أيضًا بفلسفة الوضعية التي روج لها أوغست كونت، والتي تدعم فكرة أن العلم يمكنه الإجابة عن جميع الأسئلة. اعتمد محققو غابوريو بشكل كبير على الأساليب العلمية التي كانت في طور التطور آنذاك في ملاحقة المجرمين، بدلاً من الاعتماد فقط على الاستجوابات وشهادات الشهود.
رواية "قضية ليروج" نُشرت كسلسلة في الصحيفة اليومية لو سولي، وسرعان ما أسست شهرة غابوريو. تدور القصة حول امرأة منعزلة تُقتل بسبب سر تخفيه، وقد جذبت هذه الحبكة جمهورًا واسعًا لغابوريو. ولكن عندما قام آرثر كونان دويل بابتكار شخصية شيرلوك هولمز، تراجعت شهرة "مونسيو ليكوك" على الساحة الدولية. في عام 1872، تم تحويل القصة إلى عمل مسرحي. تلت ذلك سلسلة طويلة من الروايات التي تناولت سجلات محكمة الشرطة، وأثبتت شعبيتها الكبيرة. توفي غابوريو في باريس بسبب سكتة رئوية.
كتب إميل غابوريو كانت تُستقبل عمومًا بإيجابية. فيما يتعلق بروايته "لغز أورسيفال"، كتبت مجلة هاربر في عام 1872: "إنها من نوع الروايات المثيرة الفرنسية، وتُعد نموذجًا فريدًا واستثنائيًا في هذا النوع". كما تم إصدار نسخة سينمائية من روايته "الملف رقم 113" في عام 1932.
في رواية "دراسة باللون القرمزي"، يجعل آرثر كونان دويل شخصية واتسون تسأل شيرلوك هولمز عن رأيه في أعمال غابوريو، فيستهزئ هولمز بشخصية "ليكوك" ويصفه بأنه "فاشل بائس". ولكن في الواقع، كان كونان دويل معجبًا كبيرًا بأعمال غابوريو.